# El Far (Susqueda)
El Far és una entitat de població del municipi de Susqueda, a la comarca de la Selva. En el cens de 2007 tenia 31 habitants, tots en nuclis disseminats. En aquesta entitat de població hi ha el Santuari del Far, amb vistes sobre el pantà de Susqueda i tota la vall del Brugent del Ter.